# Morane le marin
Pour plus de détails, voir Fiche technique et Distribution.
Morane le marin (Moran of the Lady Letty) est un film muet américain de 1922, réalisé par George Melford et adapté pour l'écran par Monte M. Katterjohn.

## Synopsis
Ramon Laredo, un jeune homme, est forcé de joindre un bateau de pirates nommé "Le Cœur de la Chine", dirigé par le Capitaine Kitchell. Ramon sauve un marin d'un bateau en feu. Il découvre bientôt que le marin est une femme nommée Maron. Ramon doit protéger Maron du Capitaine Kitchell, qui est clairement intéressé par elle.

## Production et caractères
Après Le Cheik, Morane le marin était un autre film pour peindre Valentino comme un caractère fort et masculin. Ramon change d'un playboy de San Francisco au marin masculin et bronzé. Morane change aussi, d'un personne independant et sexuellement ambiguë à une femme plus féminin et certainement hétérosexuelle. La performance de Dorothy Dalton a été critiquée par Variety. Le film a été décrit par Photoplay comme "Plus ou moins de pures foutaises qu'on a presque honte d'apprécier. Que ce soit par la présence de deux diamants comme Valentino et Dorothy Dalton, ou bien par la puissance original du roman de Frank Norris, on ne le sait pas; mais c'est un fort bon divertissement. Trucs de mer; batailles; amour. Rudolph comme d'habitude; Dorothy avec cheveux courts — miam-miam! Vous allez apprécier." La partie du film était filmée sur-emplacement à San Francisco.

## Fiche technique
- Titre original : Moran of the Lady Letty
- Réalisation : George Melford

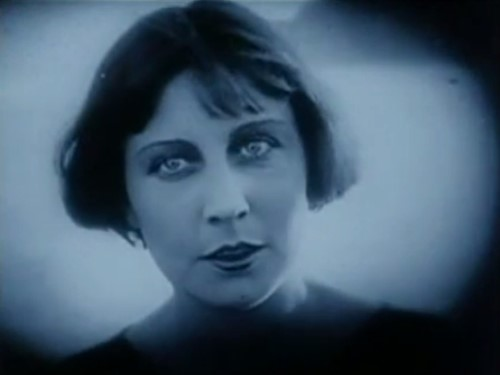
Dorothy Dalton dans le film

- Scénario : Monte M. Katterjohn, d'après le roman de Frank Norris
- Production : Adolph Zukor et Jesse Lasky
- Société de production : Famous Players-Lasky
- Photographie : William Marshall
- Pays de production :  États-Unis
- Format : Noir et blanc - film muet
- Genre : Aventure
- Durée : 68 minutes
- Date de sortie : 
  - États-Unis : 12 février 1922

## Distribution
- Dorothy Dalton : Moran Letty Sternersen
- Charles Brinley : Capitaine Eilert Sternersen
- Emil Jorgenson : Nels Larsen
- Rudolph Valentino : Ramon Laredo
- Maude Wayne : Josephine Herrick
- Walter Long : Capitaine 'Slippery' Kitchell
- George Kuwa : 'Chopstick' Charlie
- Cecil Holland : Pancho
- William Boyd
- Charles K. French
- George O'Brien
- Charles Stevens : marin